# Kiyotake Shigeno
Kiyotake Shigeno (滋野 清武, Shigeno Kiyotake), né le 6 octobre 1882 à Nagoya au Japon et mort le 13 octobre 1924 à Osaka, est un pilote d'avion japonais. Pendant la Première Guerre mondiale, il combat dans l'armée de l'air française. Il comptabilise au total 2 victoires sûres et 6 probables, la deuxième étant partagée avec Georges Guynemer.

## Biographie

### Famille et formation
Kiyotake Shigeno naît le 6 octobre 1882 à Nagoya au Japon. Fils de Kiyoharu Shigeno, un lieutenant-général de l'armée de terre disparu prématurément en 1896, il entre à l'école des cadets, mais sa santé le force à quitter l'armée. Il vient en France fin 1910 pour poursuivre des études musicales. Sa femme restée au Japon meurt. Il décide donc de rester en France. 
Shigeno manifeste rapidement un grand intérêt pour l'aviation naissante. Il suit ses cours de pilotage à l'école Voisin à Issy-les-Moulineaux et à l'école Demazel-Caudron à Juvisy-sur-Orge. Il est le deuxième Japonais, après le capitaine Yoshitoshi Tokugawa, futur général de l'armée impériale japonaise, à obtenir, le 19 février 1912, le brevet de pilote no 744, sur Caudron. Une fois son diplôme en poche, il commande à l'avionneur Charles Roux de construire un biplan de sa conception, qu'il nomme « Wakadori ». Lors d'un essai, le 26 avril 1912, il atteint la vitesse de 115 km/h.

### Retour au Japon dans son avion
Au mois de mai 1912, il accède à la demande de sa famille qui désire son retour au Japon. Afin de promouvoir l'aviation dans son pays, il décide de rentrer en avion. Cependant, le 9 septembre, son appareil est endommagé lors du décollage. Là-bas, l'année suivante, le 20 avril, il établit un record d'altitude à 300 mètres.
Il rentre le même mois en France pour acheter un avion et fonder une école de pilotage au Japon. Cependant, la Première Guerre mondiale éclate en juillet de l'année suivante.

### Participation à la Première Guerre mondiale
Kiyotake Shigeno s'engage le 24 décembre 1914 dans le 1er régiment de la Légion étrangère avant de bifurquer dans le service d'aviation de l'armée française, afin de concourir à la défense des alliés du Japon. Il prend des cours à Pau avant de servir dans les escadrilles V.22, V.27, MS.12 et V.24 équipée de bombardiers légers Voisin 5. Cité à l'ordre du jour de l'armée le 30 juillet 1915 pour son impassibilité sous le feu de la défense contre avions ennemie, il est fait chevalier de la Légion d'honneur le 12 octobre 1915.
Il demande ensuite à être muté dans la chasse, dont il se sent plus proche. C'est chose faite le 17 septembre 1916, date à laquelle il rejoint l'escadrille N.26, sous les ordres du capitaine Ménard. Il vole avec un Nieuport 17. Le 26 septembre, neuf jours après son arrivée, il livre son premier combat aérien et le 16 octobre, il signe sa première victoire homologuée. Cependant, le lendemain, il manque mourir car alors qu'il était en combat aérien avec plusieurs Albatros allemands, sa mitrailleuse s'enraille. Il parvient à atterrir dans les lignes françaises.[réf. souhaitée]
Au début de l'année 1917, l'escadrille 26 est rééquipée en SPAD et cela l'aide à accumuler plusieurs victoires probables. Le 17 mars 1917, il signe sa deuxième victoire homologuée, qu'il partage avec le célèbre chevalier de l'air Georges Guynemer. Le 9 août, il est blessé en combat aérien mais parvient à se poser dans les lignes alliées.[réf. souhaitée]
A l'hôpital, il rencontre Jeanne, une veuve de guerre. À sa sortie de l'hôpital, il obtient un deuxième citation de jour à l'ordre de l'armée le 25 octobre 1917.[réf. souhaitée]
Lors de l'armistice, Kiotake Shigeno comptabilise au total 2 victoires sûres et 6 probables.[réf. souhaitée]

### Après la guerre
Kiotake Shigeno épouse Jeanne en France en octobre 1919 et le couple repart en janvier 1920 au Japon. Shigeno y trouve une situation dans l’aviation civile japonaise, qui lui donne l'occasion de revenir en France au mois de novembre 1921 pour acquérir des avions pour la compagnie Shokwai (Chihaya et Cie). Il fait partie des personnalités qui accueillent l'aviateur Georges Pelletier Doisy à Osaka, avant-dernière étape de son raid Paris-Tokyo, le 8 juin 1924, ayant eu pour l'occasion « la touchante pensée de revêtir son uniforme français, sur lequel il avait cousu ses galons de capitaine dans l'aviation japonaise ».
Shigeno meurt d'une pneumonie le 13 octobre 1924, salué par Pelletier Doisy comme « le plus remarquable des aviateurs japonais et l'un de nos amis les plus chaleureux ».

## Décorations
- Chevalier de la Légion d'honneur[11]